# Gyralina rempei
Gyralina rempei is een slakkensoort uit de familie van de Pristilomatidae. De wetenschappelijke naam van de soort is voor het eerst geldig gepubliceerd in 1975 door E. Gittenberger.